# Йозеф Гайхеле
Йозеф Антон Гайхеле (нім. Josef Anton Heichele; 15 жовтня 1914, Лауїнген — 8 листопада 2001, Фюссен) — німецький офіцер, майор вермахту (1 жовтня 1944), оберстлейтенант бундесверу. Кавалер Лицарського херста Залізного хреста з дубовим листям.

## Біографія
Служив у поліції. 15 жовтня 1935 року перейшов у вермахт. З 12 жовтня 1937 року — унтерофіцер 4-ї роти 106-го піхотного полку. З серпня 1939 року — гауптфельдфебель 12-ї роти 459-го піхотного полку. Учасник Французької кампанії та Німецько-радянської війни. З 1 жовтня 1941 року — ордонанс-офіцер 1-го батальйону, з 1 травня 1942 року — ад'ютант 2-го батальйону 430-го піхотного полку 129-ї піхотної дивізії. З 1 листопада 1942 року — командир 8-ї роти свого полку. З жовтня 1943 року — командир 129-го фузилерного батальйону. Відзначився у боях під Невелем, а в 1945 році — біля передміських укріплень Роцана. 1 липня 1956 року вступив у бундесвер. 30 вересня 1971 року вийшов у відставку.

## Нагороди
- Медаль «За вислугу років у Вермахті» 4-го класу (4 роки)
- Залізний хрест
  - 2-го класу (15 серпня 1941)
  - 1-го класу (6 листопада 1941)
- Штурмовий піхотний знак в сріблі
- Медаль «За зимову кампанію на Сході 1941/42»
- Нагрудний знак ближнього бою в сріблі
- Нагрудний знак «За поранення» в сріблі
- 3 нарукавні знаки «За знищений танк»
- Німецький хрест в золоті (14 лютого 1943)
- Лицарський хрест Залізного хреста з дубовим листям
  - лицарський хрест (31 січня 1944)
  - дубове листя (№ 742; 17 лютого 1945)